# Allgemeine Eisenbahn-Zeitung
Die Allgemeine Eisenbahn-Zeitung war eine zwischen 1928 und 1932 in Österreich und im Deutschen Reich erscheinende Fachzeitschrift für Verkehrswirtschaft. Die Zeitung wurde von H. Hansmann, der zugleich der verantwortliche Redakteur war, in Graz verlegt. Sie erschien zunächst jeweils zum 1. und 16. jedes Monats, ab 1931 monatlich mit einzelnen Unterbrechungen wegen der schwierigen Wirtschaftslage infolge der Weltwirtschaftskrise.
Sie ging aus der Deutschösterreichischen Bahnmeister-Zeitung hervor und trug den Untertitel „Organ für Verkehrswirtschaft, für die Interessen und Interessenten der Eisenbahn, See-, Fluss-, Luftschifffahrts-, Großautobetriebe und für Technik, Handel und Verkehr“. Sie trat mit dem Anspruch an, einen „umfassenden Überblick über sämtliche Gebiete des Verkehrswesens in der ganzen Welt“ zu geben. Dies betraf neben der Eisenbahn auch Schifffahrt, Luftfahrt sowie Kraftwagenverkehr. Die Zeitschrift wollte über Fortschritte in der Technik sowie im Geistesleben im Verkehrswesen sowie über neue Bahnbauten und die Erschließung neuer Verkehrsgebiete berichten. Eine eigene Rubrik wurde der Wirtschaft, dem Finanzwesen, dem Handel und der Industrie gewidmet.